# Вітебська любительська астрономічна обсерваторія
Вітебська любительська астрономічна обсерваторія — приватна астрономічна обсерваторія, побудована в 1991—1992 роках білоруським любителем астрономії Віталієм Невським за 20 км на південь від Вітебська, Білорусь, перша приватна обсерваторія в Білорусі. В обсерваторії був відкритий перший в Білорусі астероїд, перша в Білорусі наднова зоря, відкрито багато змінних зір.

## Історія

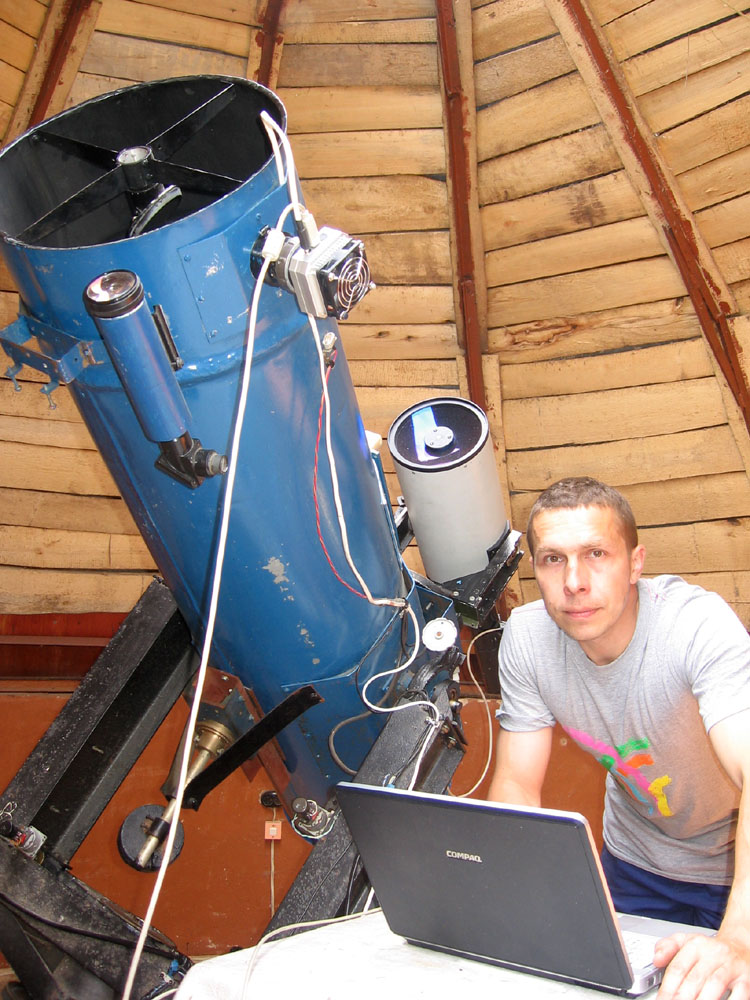
Віталій Невський та 30-см телескоп

Обсерваторія була побудована Віталієм Невським в 1991—1992 роках. У 1997 році в обсерваторії основним інструментом було встановлено 30-сантиметровий рефлектор системи Ньютона, на якому були зроблені всі подальші відкриття та зібраний багатий спостережний матеріал. 7 липня 2007 року обсерваторію було зареєстровано у Центрі малих планет із присвоєнням їй коду «B42».

## Дослідження
В обсерваторії було відкрито 15 нових астероїдів. Перший з них став такоє першим астероїдом, відкритим за допомогою астрономічних приладів, розташованих на території Білорусі. Він був названий на честь білоруського астронома Володимира Голубєва — 216897 Голубєв.
Тут також проводяться спостереження покриттів зір астероїдами і супутниками планет. За результатами спостереження покриття 15 грудня 2002 року було уточнено діаметра супутника Сатурна Тефії.
Тут 6 вересня 2007 року була перевідкритта комет 139P/Вяйсяля — Отерма.
В обсерваторії проводяться фотометричні спостереження змінних зір. Станом на листопад 2022 року Віталій Невський є першовідкривачем понад 500 нових змінних зір (але окрім Вітебська він проводив спостереження в Кисловодську і Бюракані).
У ніч 10/11 квітня 2010 в обсерваторії була відкрита наднової 2010br в галактиці NGC 4051 — перша наднова, відкрита в Білорусі.